# Доналд Г'юм (веслувальник)
Доналд Г'юм (англ. Donald Hume, 25 липня 1915 — 16 вересня 2001) — американський академічний веслувальник.
Олімпійський чемпіон 1936 року в складі вісімки.